# Fake Diamond Records
Fake Diamond Records er et dansk pladeselskab, der blev grundlagt i 2006 i København. 
Selskabets kunstnere omfatter bl.a. Oh Land, Balstyrko, Eaggerstunn, Darkness Falls, Giana Factory, Ormen og Alberte, My bubba, Bon Homme, Peder, Young Dinosaur, Vinnie Who, Mont Oliver, Jatoma, Complicated Universal Cum, Bon Homme, Broke, OOFJ.
Fake Diamond Records indgik i starten af 2015 et samarbejde med Tiger, om at udgive Vinnie Whos nye album, ’Harmony’. Med aftalen, der er indgået med Tigers pladeselskab, Tiger Music, udkommer Harmony i et førsteoplag på 20.000 cd’er og 10.000 vinyler.